# Тиха-Орлице
Тиха-Орлице (чеш. Tichá Orlice) — река в Чехии, левая составляющая Орлице, протекает в Пардубицком и Краловеградецком краях на северо-востоке страны.
Длина реки составляет 107,5 км. Площадь её бассейна насчитывает 755,4 км². Среднегодовой расход воды в устье — 7,02 м³/с.
Начинается на высоте 780 м над уровнем моря в южной части Орлицких гор. Около Тиниште-над-Орлици сливается с Дивока-Орлице на высоте 247 м над уровнем моря, образуя реку Орлице — левый приток Лабы.
В Усти-над-Орлици принимает слева Тршебовку